# V (seriál, 2009)
V je americký vědecko-fantastický televizní seriál poprvé vysílaný na stanici ABC od 3. listopadu 2009 do 15. března 2011. Název je první písmeno z anglického slova visitors, to je návštěvníci. Jedná se o remake stejnojmenné televizní minisérie scenáristy a producenta Kennetha Johnsona z roku 1983.

## Děj
V příběhu na planetu Zemi přicházejí technologicky vyspělí mimozemšťané podobní lidem, kteří dávají okázale najevo mírové úmysly, avšak sledují temné cíle.

### Výchozí situace
Nad 29 největšími městy světa se objeví obrovské kosmické lodi a jejich krásná a charismatická nejvyšší velitelka Anna (Morena Baccarin) ujistí obyvatele Země, že návštěvníci přicházejí v míru. Výměnou za své pokročilé technologie a lékařské znalosti žádají pouze malé množství surovin. Nepatrná menšina lidí však pochybuje o dobrých úmyslech mimozemšťanů. Jednou z nich je agentka protiteroristického oddělení FBI Erica Evans (Elizabeth Mitchell), která zjistí, že návštěvníci ve skutečnosti už několik desetiletí tajně pronikají do lidských vládních, ekonomických a náboženských institucí a v současnosti jsou v konečné fázi plánu na převzetí planety. Erica se připojí ke hnutí odporu, kde se setkává také s mimozemským spícím agentem Ryanem (Morris Chestnut), u něhož se časem vyvinuly lidské emoce a přešel na stranu lidstva. Jejich vzpoura však naráží na další a další překážky, protože návštěvníci si získávají sympatie lidí tím, že léčí nemoci a kromě jiného zapojují mládež (včetně Eričina syna Tylera (Logan Huffman)) do činností, při nichž nevědomky slouží jako agenti.

## Obsazení
V seriálu hrají Morena Baccarin, Lourdes Benedicto, Morris Chestnut, Joel Gretsch, Logan Huffman, Charles Mesure, Elizabeth Mitchell, Laura Vandervoort a Scott Wolf.

## Vysílání
| Řada | Díly | Premiéra v USA    | Premiéra v USA  | Premiéra v ČR  | Premiéra v ČR      |
| Řada | Díly | První díl         | Poslední díl    | První díl      | Poslední díl       |
| ---- | ---- | ----------------- | --------------- | -------------- | ------------------ |
| 1    | 12   | 3. listopadu 2009 | 18. května 2010 | 23. srpna 2013 | 19. září 2013      |
| 2    | 10   | 4. ledna 2011     | 15. března 2011 | 23. října 2013 | 13. listopadu 2013 |

## Výroba
Producenty jsou Scott Rosenbaum, Yves Simoneau, Scott Peters, a Jace Hall. Seriál vyrábí The Scott Peters Company, HDFilms a Warner Bros. Television. 13. května 2010 ABC začala natáčení druhé série, která měla premiéru 4. ledna 2011.